# Johann Benjamin Erhard
Johann Benjamin Erhard (* 8. Februar 1766 in Nürnberg; † 28. November 1827 in Berlin) war ein deutscher politischer Philosoph und Arzt im Zeitalter der Französischen Revolution.

## Leben

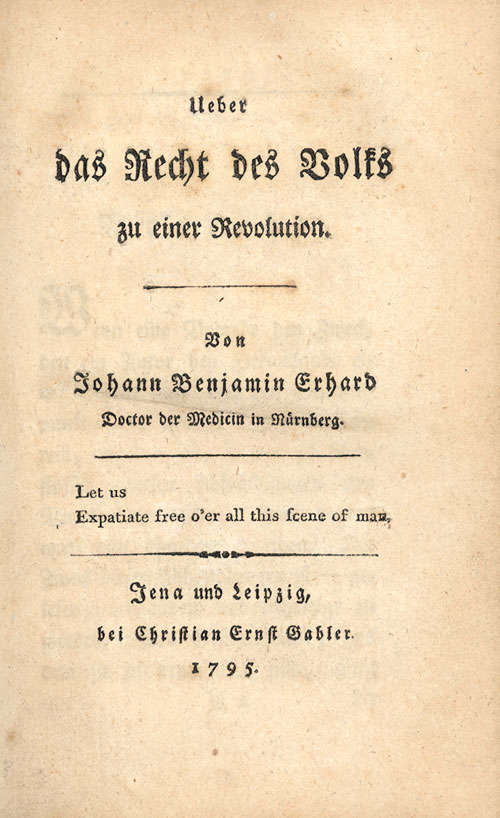
Ueber das Recht des Volks zu einer Revolution, Erstausgabe von 1795

Johann Benjamin Erhard war der Sohn des Nürnberger Handwerkers  Jacob Reinhard Erhard (1738–1812) und dessen Ehefrau, Margareta Erhard, geb. Schatt (1732–1787). Sein jüngerer Halbbruder war der spätere Maler Johann Christoph Erhard.
Erhard konnte kurze Zeit die Lateinschule besuchen, arbeitete von seinem 11. bis zum 22. Lebensjahr in der väterlichen Werkstatt als Scheibenzieher (also als Drahtzieher) und Graveur; nebenbei las er Christian Wolff und Alexander Gottlieb Baumgarten, seit 1786 setzte er sich mit Kants Kritik der reinen Vernunft auseinander. Er studierte von 1788 bis 1790 Medizin in Würzburg. Erhard legte 1792 die medizinische Doktorprüfung ab, konnte in Nürnberg aber nicht praktizieren, da er nicht die vorgeschriebenen drei Jahre studiert hatte.
Erhard hatte in eine wohlhabende Nürnberger Kaufmannsfamilie geheiratet und konnte reisen. 1790/91 kam er nach Jena, wo er bei Carl Leonhard Reinhold Philosophie studierte und den Kärntner Baron Franz Paul von Herbert kennenlernte, den er zweimal in Klagenfurt besuchte. Mit Herbert, dem Dichter Jens Immanuel Baggesen und dem Kunsttheoretiker und Zeichner Carl Ludwig Fernow unternahm er 1794 eine Italienreise. Erhard besuchte Kant in Königsberg und war durch seine erste Reise mit einer Reihe wichtiger Männer befreundet oder bekannt.
Erhard erhielt 1797 vom preußischen Minister Karl August von Hardenberg eine hoch dotierte Stelle als Staatsrechtstheoretiker in Ansbach, er sollte anscheinend die preußischen Ansprüche auf Ansbach-Bayreuth rechtfertigen. Ende 1799 ging er nach Berlin, wo er bis zu seinem Tode eine einträgliche Arztpraxis betrieb.
1795 erschien sein Hauptwerk Über das Recht des Volkes zu einer Revolution, das in mehreren deutschen Staaten verboten wurde.
Erhard verkehrte in Berlin im Kreis der Rahel Varnhagen von Ense. Karl August Varnhagen von Ense gab nach Erhards Tod seine Korrespondenz heraus.

## Werke
- Ueber das Recht des Volks zu einer Revolution. Christian Ernst Gabler, Jena und Leipzig 1795, urn:nbn:de:bvb:12-bsb10040419-7 (195 S.).; Neuausgabe: Über das Recht des Volkes zu einer Revolution und andere Schriften. Hrsg. und mit einem Nachwort von Hellmut G. Haasis, Reihe Hanser, München 1970, S. 7–98. Erhards Begriff des Rechtes zur Revolution wurde von Antonio Negri besprochen (1958 und 1962).[2]
- Apologie des Teufels (1795). In: Johann Benjamin Erhard: Über das Recht des Volkes zu einer Revolution. Hg. von Hellmut G. Haasis, München, 1970, S. 109–134. Von Friedrich Schlegel rezensiert. Die Apologie wurde von Benedetto Croce 1943 kommentiert herausgegeben[3]
- Die Idee der Gerechtigkeit als Princip einer Gesetzgebung betrachtet. In: Friedrich Schiller (Hrsg.): Die Horen. Band 3, 7. Stück. Cotta’sche Verlagsbuchhandlung, Tübingen 1795, I (friedrich-schiller-archiv.de).
- Über die Einrichtung und den Zweck der höhern Lehranstalten. Berlin 1802.